# Ene (revista)
Ene,  es una revista de enfermería, electrónica y gratuita fundada en 2007 en Breña Baja, La Palma (Santa Cruz de Tenerife).
De periodicidad cuatrimestral (3 números al año) y de contenido científico independiente, su repercusión ha ido creciendo en los últimos años gracias a la confianza de los autores, la indexación en diferentes plataformas y repertorios digitales y su actividad en las redes. Su director y editor es Martín Rodríguez-Álvaro.
Su título abreviado normalizado es Ene. 

## Indexación
- ENFISPO[3]
- CUIDEN[4]
- CUIDATGE[5]
- CINALH[6]
- LATINDEX
- Dialnet[7]